# Дания в Первой мировой войне
Дания придерживалась нейтралитета в Первой мировой войне. Дания поддерживала торговлю с обеими сторонами войны и была среди нескольких нейтральных стран, которые экспортировали мясные консервы для немецкой армии. Датские спекулянты нажили состояния на мясных консервах, которые зачастую были посредственного качества. Во время войны было потоплено 275 датских торговых судов, около 700 датских моряков погибли.

## Фортификационные меры

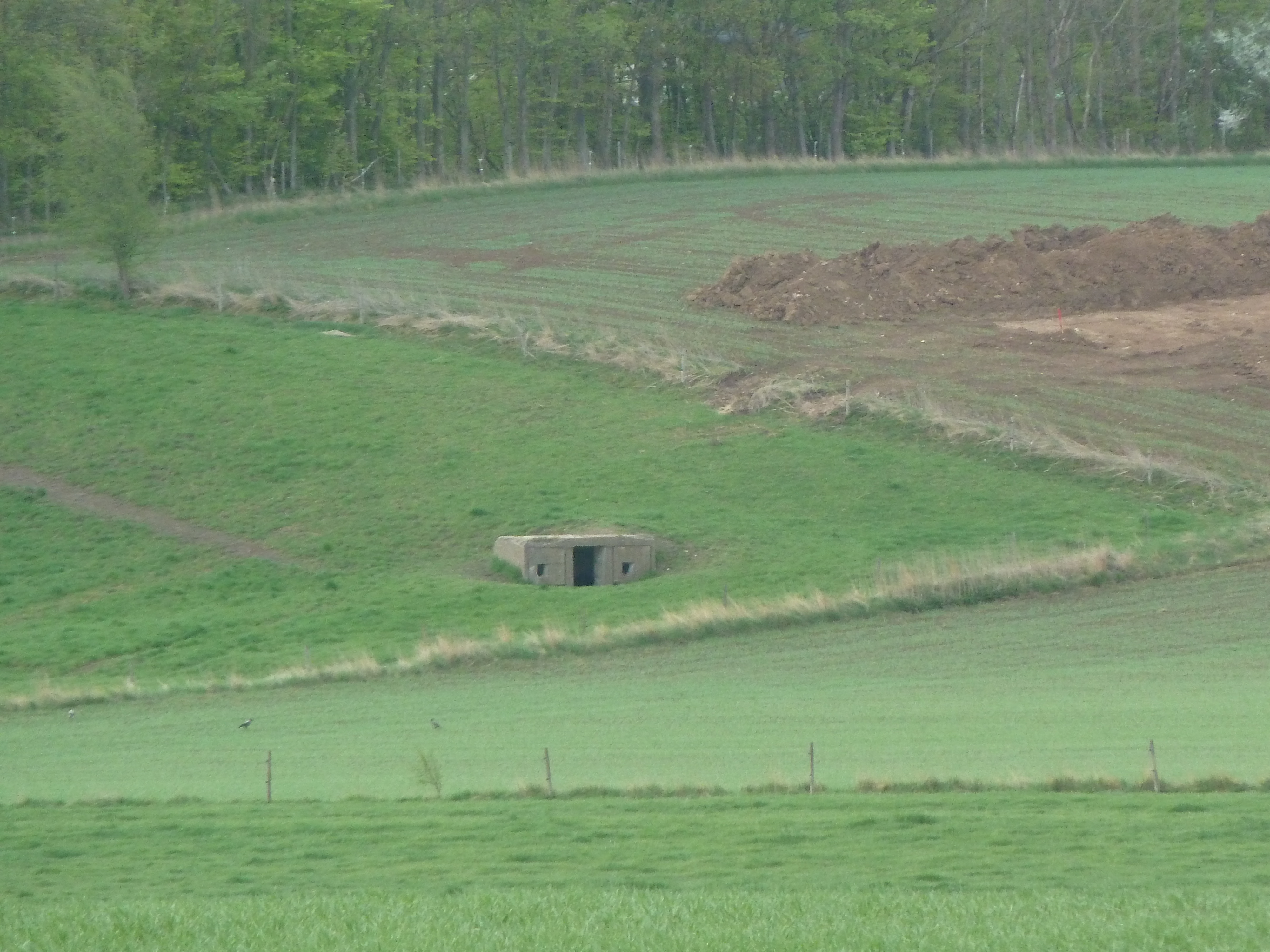
Остатки «Тунестиллингена»

В начале войны Дания мобилизовала около 50 000 резервистов для строительства укреплений Копенгагена. Это была примерно половина тех сил, которые Дания должна была мобилизовать в случае войны. Ограничивая мобилизацию и называя мобилизованные подразделения «силами безопасности» (дат. Sikringsstyrken), датское правительство пыталось убедить крупные державы в том, что оно не намеревается вступать в войну.
Во время войны было построено дополнительное защитное сооружение «Тунестиллинген» («Линия мелодии»). Оно простиралось от залива Кёге до фьорда Роскилле. Война выдвинула на первый план тот факт, что старые укрепления Копенгагена, построенные в 1880-х и 1890-х годах, оказались уже устаревшими и находились слишком близко от столицы, чтобы защитить её от обстрела из современных артиллерийских орудий.

## Минирование датских территориальных вод
Датское правительство уступило давлению со стороны Германии и установило морские мины в датских водах с молчаливого согласия Великобритании, несмотря на то, что Дания была обязана в соответствии с международным правом держать свои территориальные воды открытыми.
Немцы уже начали минировать датские территориальные воды, чтобы защитить Германию от британского военно-морского наступления. Заминировав собственное морское пространство, датское правительство пыталось не дать Германии повода для оккупации.

## Этнически датское население Южной Ютландии
Во время войны в немецких вооружённых силах служили более 30 000 этнических датчан из Южной Ютландии в прусской провинции Шлезвиг-Гольштейн. Всего во время войны погибло около 5300 человек из Южной Ютландии.